# 童祥熊
童祥熊（1844年—？），浙江寧波府鄞縣（今浙江省寧波市）人，清朝政治人物、進士出身。出身于银台第童氏，山东按察使童槐之孙，历史学家童书业之祖。

## 生平
同治九年，鄉試中舉；光緒九年，登進士，改庶吉士。光緒十五年，任翰林院編修。光緒十六年，捐安徽試用道員。光緒十七年，任會辦洋務局。光緒十七年，任會辦省城營務處。光緒十八年，署安徽按察使。光緒十九年，會辦順直賑捐兼山西賑捐總局。光緒二十年，任總理省城營務處。光緒二十一年，任辦理淮北牙釐局兼會辦防軍營務處。光緒二十四年，委辦鳳穎泗等屬賑務。次年，署安徽鳳潁六泗道，辦理皖北防軍營務處支發局事宜。光緒三十四年，試署安徽勸業道。